# Makrokylindrus balinensis
Makrokylindrus balinensis är en kräftdjursart som beskrevs av Jones 1969. Makrokylindrus balinensis ingår i släktet Makrokylindrus och familjen Diastylidae.
Artens utbredningsområde är Bali. Inga underarter finns listade i Catalogue of Life.